# Хуберт Фихте
Хуберт Фихте (на немски: Hubert Fichte) е германски белетрист и етнограф.

## Биография
Хуберт Фихте е роден през 1935 г., малко преди да влязат в сила Нюрнбергските закони, които предвиждат наказания за интимни връзки между т.нар. арийци и евреи. Фихте е извънбрачен син на машинописка и търговец–евреин. Няколко седмици след раждането му семейството се премества в дома на дядото в Хамбург. Майката на Фихте работи, затова синът е отгледан предимно от бабата. Поради нарастващия антисемитизъм бащата емигрира в Швеция и е смятан за безследно изчезнал.
По време на Втората световна война Хуберт Фихте е евакуиран в градчето Шробенхаузен, Горна Бавария, където от 1942 до 1943 г. пребивава в дом за сираци.
Малко преди да започне „Операция Гомора“, Фихте се завръща в Хамбург. След края на бомбардировките е евакуиран в Легница, Долна Силезия.
След войната Фихте се занимава с театър и се обучава за актьор. От 1952 до 1954 г. посещава многократно Франция и Италия. Временно работи като овчар в Прованс. От 1955 до 1957 г. се обучава за земеделски стопанин и получава университетско образование по аграрни науки. През 1958 г. управлява стопанството на детски дом в Йерна, Швеция.
През 1963 г. Фихте участва в заседанието на свободното литературно сдружение Група 47, където прочита началната глава на романа си „Дом за сираци“ („Das Waisenhaus“) – публикуван през 1965 г.
През 1971 г. Фихте изследва афробразилските райони в Баия. Оттам заминава за Аржентина и се среща с писателя Хорхе Луис Борхес, после отива в Чили и се запознава със Салвадор Алиенде. През 1972 г. пребивава в Хаити. През следващите две години пътува в Танзания, Етиопия, Тринидад и Доминиканската република.
През 1974 г. Хуберт Фихте започва да пише предвидената да излезе в 19 тома мащабна творба „История на чувствителността“ („Geschichte der Empfindlichkeit“), която остава незавършена и излиза след 1987 г. посмъртно като фрагмент.
Творчеството на Хуберт Фихте търпи силни влияния от Марсел Пруст, Ханс Хени Ян и Жан Жоне. Отношенията му с Ян и значението им за осъзнаването на собствената хомосексуалност Фихте описва в романа си „Опит с пубертета“ („Versuch über die Pubertät“), публикуван през 1974 г.
През последните години от живота си Хуберт Фихте живее в Хамбург. Умира през 1986 г. от СПИН, малко преди 51-вия си рожден ден.

### Проза
- Der Aufbruch nach Turku, Erzählungen, 1963
- Im Tiefstall, Erzählung, 1965
- Das Waisenhaus, Roman, 1965
- Die Palette, Roman, 1968
- Detlevs Imitationen „Grünspan“, Roman, 1971
- Interviews aus dem Palais d’Amour, 1972
- Versuch über die Pubertät, Roman, 1974
- Xango. Die afroamerikanischen Religionen II. Bahia. Haiti. Trinidad, 1976
- Wolli Indienfahrer, 1978
- Petersilie. Die afroamerikanischen Religionen IV. Santo Domingo. Venezuela. Miami. Grenada, 1980
- Psyche. Anmerkungen zur Psychiatrie in Senegal, 1980
- Zwei Autos für den heiligen Pedro Claver, 1982
- Lazarus und die Waschmaschine. Kleine Einführung in die afroamerikanische Kultur, 1985
- „Deiner Umarmungen süße Sehnsucht“. Die Geschichte der Empfindungen am Beispiel der französischen Schriften des Grafen August von Platen-Hallermünde, 1985
- Die Geschichte der Empfindlichkeit, 1987
- St. Pauli Geschichte, 2006
- Ketzerische Bemerkungen für eine neue Wissenschaft vom Menschen, 2001

### Драма
- Ödipus auf Håknäss, 1992

### Интервю
- Hubert Fichte – Jean Genet, Photos von Leonore Mau, 1992

## Награди и отличия
- 1964: „Награда Юлиус Кампе“
- 1965: „Награда Херман Хесе“ für Das Waisenhaus.
- 1967: Stipendium der Deutsche Akademie Rom Villa Massimo
- 1975: „Награда Фонтане“
- 1985: „Награда Александер Цин“

В памет на писателя през 1995 г. град Хамбург учредява литературната награда Хуберт Фихте.